# Чернявка (Крупський район)
Чернявка (біл. вёска Чарняўка) — село в складі Крупського району Мінської області, Білорусь. Село підпорядковане Бобрській сільській раді, розташоване в східній частині області.